# Muhammad Yakub Khan
Muhammad Yakub Khan   (Kabul, 1849 - Delhi, 15 de novembre de 1923) va ser l'Emir de l'Afganistan del 21 de febrer al 12 d'octubre de 1879. Era fill de l'anterior governant, Xir Ali Khan.

## Història
Muhammad Yakub Khan va ser nomenat governador de la província d'Herat el 1863. El 1870, va decidir rebel·lar-se contra el seu pare, però va fracassar i va ser empresonat el 1874. La segona guerra anglo-afganesa va esclatar el 1878, que va portar Xir Ali Khan a fugir de la capital de l'Afganistan i, finalment, va morir el febrer de 1879 al nord del país. Com a successor de Xir Ali, Yakub va signar el Tractat de Gandamak amb la Gran Bretanya el maig de 1879, deixant el control dels afers exteriors de l'Afganistan a l'Imperi Britànic. Un aixecament contra aquest acord liderat per Ayub Khan l'octubre del mateix any va provocar l'abdicació de Yakub Khan. El va succeir el nou governant, Ayub Khan.